# Dasybasis hebes
Dasybasis hebes är en tvåvingeart som först beskrevs av Walker 1848.  Dasybasis hebes ingår i släktet Dasybasis och familjen bromsar. Inga underarter finns listade i Catalogue of Life.